# TBWA\HAKUHODO
TBWA\HAKUHODO（ティービーダブリューエーハクホウドウ、\はバックスラッシュ）は、東京都港区に本社を置く総合広告代理店。商号はバックスラッシュのない株式会社TBWA HAKUHODO。

## 概要
世界最大の広告会社グループであるオムニコムグループの1社であるTBWA\JAPANが前身で、同じくオムニコムグループの1社であるE-GRAPHICS COMMUNICATIONS\と博報堂の合弁会社として2006年8月に設立された。経営理念は「Disruption」。オフィスは元ジュリアナ東京だったところを改築して入居。

## 歴史

### 日放からTBWA\JAPANへ
1955年に税所百合子によって銀座に設立され、日産自動車のハウスエージェンシー（専属広告代理店）として活動していた「日放」が、ルノーによる日産自動車の買収の後に行われた関連企業売却の中で、世界最大の広告代理店グループであるアメリカのオムニコムに社員と支店網を居抜きで買収された。
1998年にオムニコム系列のTBWAワールドワイドの一員として社名を「TBWA日放」に変更した。その後2000年に社名を「TBWA\JAPAN」に変更する。

### TBWA\JAPAN
TBWA\JAPAN時代には、「Disruption」という理念を貫き、ドイツのスポーツ用品メーカー・アディダスのアウトドア広告「バーティカルフットボール」で、2004年のカンヌ国際広告祭の「メディアライオン」など各国の広告賞を総なめにする他、日産エルグランドやフリスク、バイエルなど、外資系の広告会社らしく斬新なクリエイティブを売り物にした。

### TBWA\HAKUHODO
2006年8月にはTBWA\JAPANをE-GRAPHICS COMMUNICATIONS\と社名変更。一部をTBWA\TOKYO部門として分割し、日産自動車をグローバルでサポートする「博報堂ジーワン」と統合させ、新会社であるTBWA\HAKUHODOを設立した。新会社にはオムニコムグループ傘下のE-GRAPHICS COMMUNICATIONS\が40%、博報堂が60%出資している。

## 主なクライアント
- アップル
- アディダス
- ハーゲンダッツ
- FRISK
- ルノー
- 日産自動車
- ユナイテッドアローズ
- クラシエフーズ
- 日本テレビ
- アメリカンホーム保険会社
- ミシュラン
- ハインツ

## 博報堂とG1ワールドワイド
全世界で日産の広告を担当しているTBWAと、日本国内のみで日産を責任代理店制のもと担当している博報堂とで提携を行う。G1ワールドワイドはTBWA傘下であり、博報堂G1は日本国内のみで日産を担当する組織。